# Peter Gosztony

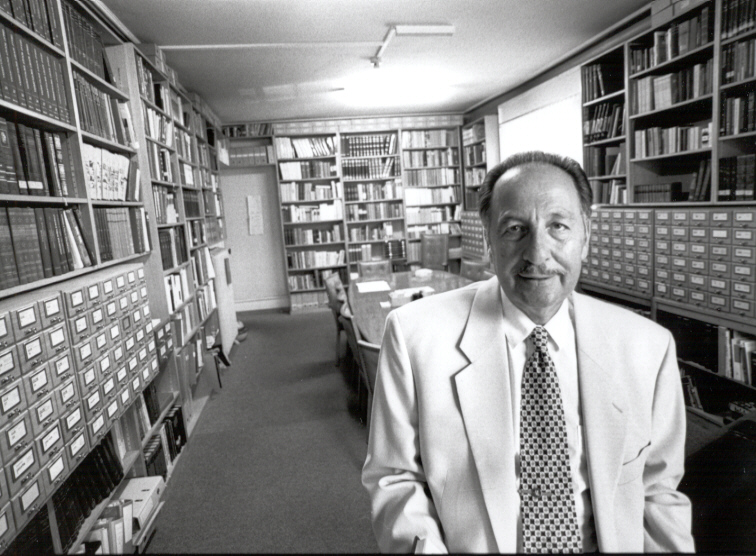
Peter Gosztonyi (1994)

Péter Gosztonyi (in ausländischen Publikationen meistens als Gosztony; * 2. Dezember 1931 in Budapest; † 30. März 1999 in Bern) war ein ungarisch-schweizerischer Militärhistoriker. Er war Leiter der Schweizerischen Osteuropa-Bibliothek in Bern.

## Leben
Peter Gosztony, mit bürgerlicher Herkunft, wurde in Budapest geboren. Nach dem Abitur studierte er Nationalökonomie an der Universität Budapest, wo er 1952 ein Diplom erhielt. Wenig später wurde er als sogenannter „Klassenfeind“ gekündigt. Danach war er in einer Lebensmittelfirma tätig, bis er 1954 eine Stelle bei der Zeitschrift der ungarischen Volksarmee (Néphadsereg) bekam.
1954 erhielt er das Reserveoffizierspatent der Ungarischen Volksarmee. 1956 wurde Gosztony zum Militärdienst in den Ungarischen Streitkräfte eingezogen. Er leistete Dienst als Unterleutnant und war stellvertretender Kompaniechef in einem technischen Arbeitsbataillon. Gosztony nahm an den Verteidigungskämpfen gegen die sowjetische Besatzungsmacht in der Budapester Kilián-Kaserne, deren Kommandant Oberst Pál Maléter war, teil. Nach der Niederschlagung des Ungarischen Volksaufstands musste Gosztony aus Angst vor der zu erwartenden Vergeltung im Dezember 1956 seine Heimat verlassen und gelangte als Flüchtling in die Schweiz.
Er war degradiert worden und wegen Rebellion und Verschwörung in Abwesenheit zu einer langjährigen Kerkerstrafe verurteilt.
Später begann er ein Studium der Geschichte und Politische Wissenschaft an der Universität Zürich. 1963 wurde Gosztony bei Max Silberschmidt mit der Dissertation Der deutsch-russische Krieg in Ungarn 1944/45 unter besonderer Berücksichtigung der Kämpfe um Budapest zum Dr. phil. promoviert. Die Arbeit wurde auch in der Wehrwissenschaftlichen Rundschau veröffentlicht und erschien 1969 in erweiterter Form unter dem Titel Endkampf an der Donau 1944/45.
Nach seinen Studien siedelte Gosztony nach Bern über und übernahm 1963 die Leitung der Stiftung Schweizerische Osteuropa Bibliothek (SOEB), die er bis 1996 als Dokumentationsstelle für Kommunismus- und Osteuropaforschung auf- und ausbaute. Den Schwerpunkt seiner militärhistorischen Forschungstätigkeit bildeten der Zweite Weltkrieg in Bezug auf Ungarns Rolle und jene der anderen Verbündeten des Deutschen Reiches sowie der Ungarische Volksaufstand 1956. Er war Mitglied der Schweizerischen Vereinigung für Militärgeschichte und Militärwissenschaft und der Deutschen Gesellschaft für Osteuropakunde.
Nach der politischen Wende im Osteuropa 1989/90 wurde er in Ungarn rehabilitiert und ihm wurden mehrere Ehrungen zuteil, wie etwa der Grosse Verdienstorden, verbunden mit der Beförderung (ehrenhalber) 1993 zum Oberst der Reserve der Ungarischen Streitkräfte, sowie 1997 die Verleihung der Ehrendoktorwürde der Ökonomischen Universität Budapest.
Beiträge von ihm erschienen in Militärfachzeitschriften und überregionalen Tageszeitungen und -zeitschriften; seit den 1960er Jahren publizierte er in Deutsch, Ungarisch und Französisch. Von 1992 bis 1994 reiste er für Forschungszwecke mehrmals nach Moskau.
Er war verheiratet und Vater eines Kindes.

## Schriften (Auswahl)
- Der Kampf um Budapest 1944/45 (= Studia Hungarica. 2 ). Schnell und Steiner, München u. a. 1964.
- (Hrsg.): Der Ungarische Volksaufstand in Augenzeugenberichten. Mit einem Vorwort von Walther Hofer, Rauch, Düsseldorf 1966. (Lizenzausgabe, dtv, 1981)
- Endkampf an der Donau. 1944/1945. Mit 39 Dokumentarbildern und 12 Karten. Molden, Wien u. a. 1969. (2. Auflage, Molden, 1970)
- (Hrsg.): Der Kampf um Berlin 1945 in Augenzeugenberichten. Mit einem Vorwort von Heinrich Grüber, Rauch, Düsseldorf 1970. (Lizenzausgabe, dtv, 1975; Motorbuch, 2012)
- Miklós von Horthy. Admiral und Reichsverweser (= Persönlichkeit und Geschichte. Bd. 76/77). Musterschmidt, Göttingen u. a. 1973, ISBN 3-7881-0076-1.
- (Hrsg.): Zur Geschichte der europäischen Volksarmeen. Hohwacht, Bonn u. a. 1976, ISBN 3-87353-048-1.
- Hitlers fremde Heere. Das Schicksal der nichtdeutschen Armeen im Ostfeldzug. Econ-Verlag, Düsseldorf u. a. 1976, ISBN 3-430-13352-1. (Überarbeitete Lizenzausgabe, Lübbe, 1980)
- (Hrsg.): Paramilitärische Organisationen im Sowjetblock. Hohwacht, Bonn u. a. 1977, ISBN 3-87353-060-0.
- (Hrsg.): Aufstände unter dem roten Stern. Hohwacht, Bonn 1979, ISBN 3-87353-072-4. (Lizenzausgabe, Lübbe, 1982)
- Die Rote Armee. Geschichte und Aufbau der sowjetischen Streitkräfte seit 1917. Molden, Wien u. a. 1980, ISBN 3-217-00666-6. (Genehmigte Taschenbuchausgabe, Goldmann, 1983)
- Deutschlands Waffengefährten an der Ostfront, 1941–1945. [Aus Anlass seines 70. Geburtstages Béla K. Király zugeeignet]. Motorbuch, Stuttgart 1981, ISBN 3-87943-762-9.
- Stalins fremde Heere. Das Schicksal der nichtsowjetischen Truppen im Rahmen der Roten Armee 1941–1945. Hrsg. vom Arbeitskreis für Wehrforschung, Bernard & Graefe, Bonn 1991, ISBN 3-7637-5889-5.